# El Capitán (Arizona)
El Capitán es un lugar designado por el censo ubicado en el condado de Gila en el estado estadounidense de Arizona. En el Censo de 2010 tenía una población de 37 habitantes y una densidad poblacional de 2,35 personas por km².

## Geografía
El Capitán se encuentra ubicado en las coordenadas 33°14′18″N 110°47′00″O / 33.23833, -110.78333. Según la Oficina del Censo de los Estados Unidos, El Capitán tiene una superficie total de 15.75 km², de la cual 15.75 km² corresponden a tierra firme y (0%) 0 km² es agua.

## Demografía
Según el censo de 2010, había 37 personas residiendo en El Capitán. La densidad de población era de 2,35 hab./km². De los 37 habitantes, El Capitán estaba compuesto por el 94.59% blancos, el 0% eran afroamericanos, el 0% eran amerindios, el 0% eran asiáticos, el 0% eran isleños del Pacífico, el 5.41% eran de otras razas y el 0% pertenecían a dos o más razas. Del total de la población el 18.92% eran hispanos o latinos de cualquier raza.